# Beieve, Lîpova Dolîna
Beieve (în ucraineană Беєве) este localitatea de reședință a comunei Beieve din raionul Lîpova Dolîna, regiunea Sumî, Ucraina.

## Demografie
Componența lingvistică a localității Beieve
     Ucraineană (96,45%)
     Rusă (2,5%)
     Alte limbi (0,53%)
Conform recensământului din 2001, majoritatea populației localității Beieve era vorbitoare de ucraineană (96,45%), existând în minoritate și vorbitori de rusă (2,5%).